# Ministério da Saúde (Angola)
| Ministério da Saúde                                                             |                                  |
| Edifício do MINSA, Rua Gamal Abdel Nasser, Ingombota, Luanda, LU med.gov.ao/ao/ |                                  |
| Criação                                                                         | 12 de novembro de 1975 (49 anos) |
| Atual ministro                                                                  | Sílvia Lutucuta                  |

O Ministério da Saúde (MINSA) é um órgão do Governo da República de Angola que, em sua estrutura administrativa, cuida da formulação e condução da política nacional de saúde, garantindo saúde a toda a população no país, gerindo o Sistema Nacional de Saúde de Angola. Sua autoridade superior é o Ministro da Saúde.

## Histórico
As raízes do ministério estão no Acordo do Alvor, que estabeleceu o Conselho Presidencial do Governo de Transição. Foi criada a pasta do Ministério da Saúde e Assuntos Sociais em 15 de janeiro de 1975, liderada pelo ministro Samuel Abrigada. Em agosto do mesmo ano as funções foram suspensas.
O ministério foi formalmente recriado em novembro de 1975 como Ministério da Saúde. A atual Ministra da Saúde é Sílvia Lutucuta.

### Pandemia de COVID-19 em Angola
Desde 2020 as estruturas do ministério estão especialmente encarregadas do enfrentamento da emergência sanitária da pandemia de COVID-19 em Angola.

### Lista de ministros
| Ministro                   | Início | Fim      |
| -------------------------- | ------ | -------- |
| Mário de Almeida Kasesa    | 1975   | 1977     |
| Coelho da Cruz Ngululu     | 1977   | 1980     |
| Uanhenga Xitu              | 1980   | 1983     |
| Antonio José Ferreira Neto | 1983   | 1988     |
| Flávio João Fernandes      | 1988   | 1992     |
| Martinho Sanches Epalanga  | 1992   | 1997     |
| Rúben Sicato               | 1997   | 1998     |
| Adelino Manaças Silva Neto | 1998   | 2000     |
| Albertina Júlia Hamukuya   | 2000   | 2004     |
| Sebastião Veloso           | 2004   | 2007     |
| Rúben Sicato               | 2007   | 2008     |
| José Vieira Dias Van-Duném | 2008   | 2016     |
| Luís Gomes Sambo           | 2016   | 2017     |
| Sílvia Lutucuta            | 2017   | presente |